# Gran telescopio binocular
El gran telescopio binocular o LBT por sus siglas en inglés (nombrado originalmente proyecto colombus) está localizado a 3.260 metros en el Monte Graham en la sierra de Pinaleño del sudeste de Arizona, y es parte del Observatorio Internacional del Monte Graham. El gran telescopio binocular es uno de los telescopios ópticos más avanzados tecnológicamente y con más alta resolución del mundo y la apertura de sus dos espejos convierte en el mayor telescopio óptico del mundo.
En el verano de 2010 el LBT alcanzó un gran avance y anunciado una nueva era de astronomía terrestre. usando un lado de 8,4 m, sobrepasó la agudeza del Hubble (en ciertas longitudes de onda de luz) usando ópticas adaptivas de segunda generación que alzó el cociente de Strehl a entre 60-80% en vez de los 20-30% de los sistemas ópticos adaptantes más antiguos. Sin ópticas adaptivas los telescopios terrestres tendrían un cocientes de Strehl de menos del 1%.

## Proyecto

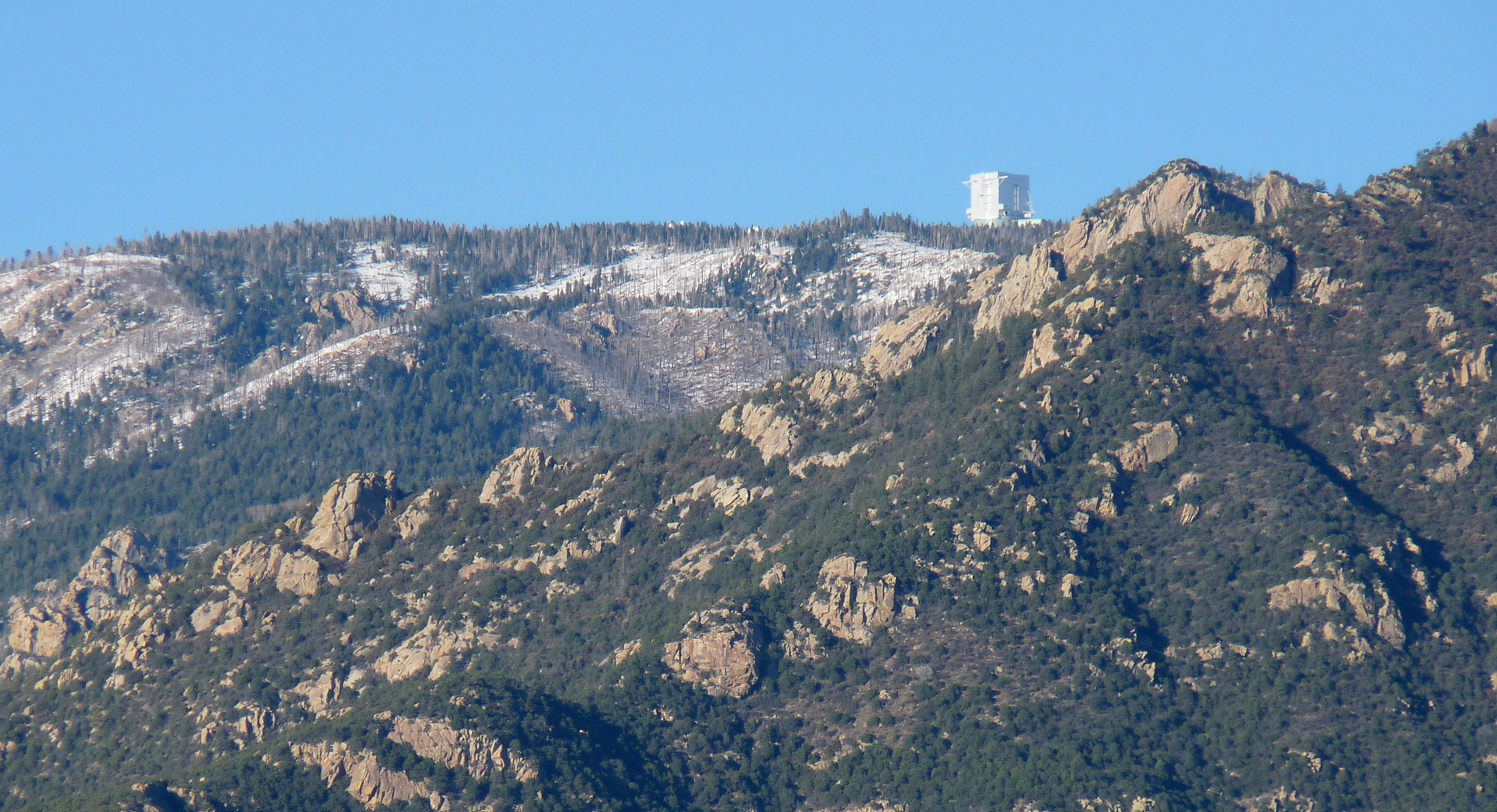
Gran telescopio binocular fotografiado desde el sur del Monte Graham.

El gran telescopio binocular es un proyecto conjunto de estos miembros: la comunidad italiana astronómica (representado por Istituto Nazionale di Astrofisica, INAF); la Universidad de Arizona,  la Universidad Estatal de Arizona; Universidad de Minnesota, Universidad de Notre Dame, Universidad de Virginia, el LBT Beteiligungsgesellschaft en Alemania (Instituto Max-Planck de Astronomía en Heidelberg, Observatorio de Heidelberg-Königstuhl en Heidelberg, Instituto de Astrofísica de Potsdam, Instituto Max-Planck de Física Extraterrestre en Múnich, Instituto Max-Planck de Radioastronomía en Bonn), La Universidad Estatal de Ohio y la Corporación de Investigación en Tucson.
El diseño de telescopio tiene dos espejos de 8.4 metros (de 28 pies) montados sobre una base común, de ahí el nombre "binocular" el telescopio saca ventaja de sus ópticas activas y adaptativas provistas por el Observatorio Arcetri.
El área de recolección es de dos espejos de 8,4 metros de apertura, lo que da cerca de 111 m², esta área es equivalente a una apertura circular de 11,8 m (39 pies), mayor que cualquier otro telescopio solo, pero no es comparable en muchos aspectos, ya que la luz se recoge en un límite de difracción más bajo y no se combinan de la misma manera. Además, un modo interferométrico también estará disponible, con una línea de base máxima de 22,8 ms (75 pies) para observaciones de apertura de imágenes de síntesis y una línea de base de 15 metros (49 pies) para interferometría de anulación. Esta característica es a lo largo de un eje con el instrumento LBTI en longitudes de onda de 3,5 a 13 micras, que es en el infrarrojo cercano.

## Controversia

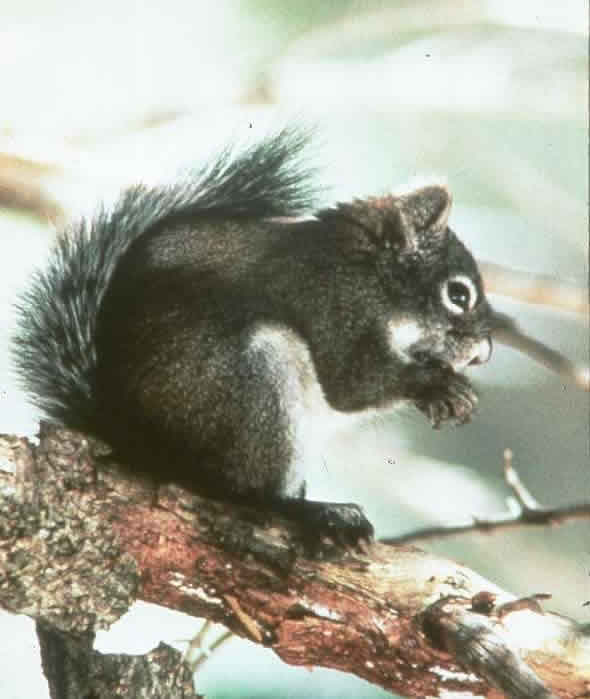
T. hudsonicus grahamensis

La elección de la ubicación provocó una considerable controversia local, tanto de la tribu apache de San Carlos quienes afirmaban que la montaña era sagrada, y los ecologistas que sostenían que el observatorio causaría el fallecimiento de una subespecie en peligro de la Ardilla americana Roja (la ardilla roja del Monte Graham).
Los ecologistas y miembros de la tribu presentado unas 40 demandas y 8 de los cuales terminaron ante una corte federal de apelación, pero el proyecto en última instancia prevaleció, después de un acto del Congreso de los Estados Unidos.
El telescopio y el observatorio de la montaña sobrevivieron a dos grandes incendios forestales en ocho años, el más reciente en el verano de 2004. Igualmente las ardillas siguen sobreviviendo, aunque los expertos creen que sus números fluctúan dependiendo de la cosecha de nueces sin que el observatorio las afecte.

## Primera luz

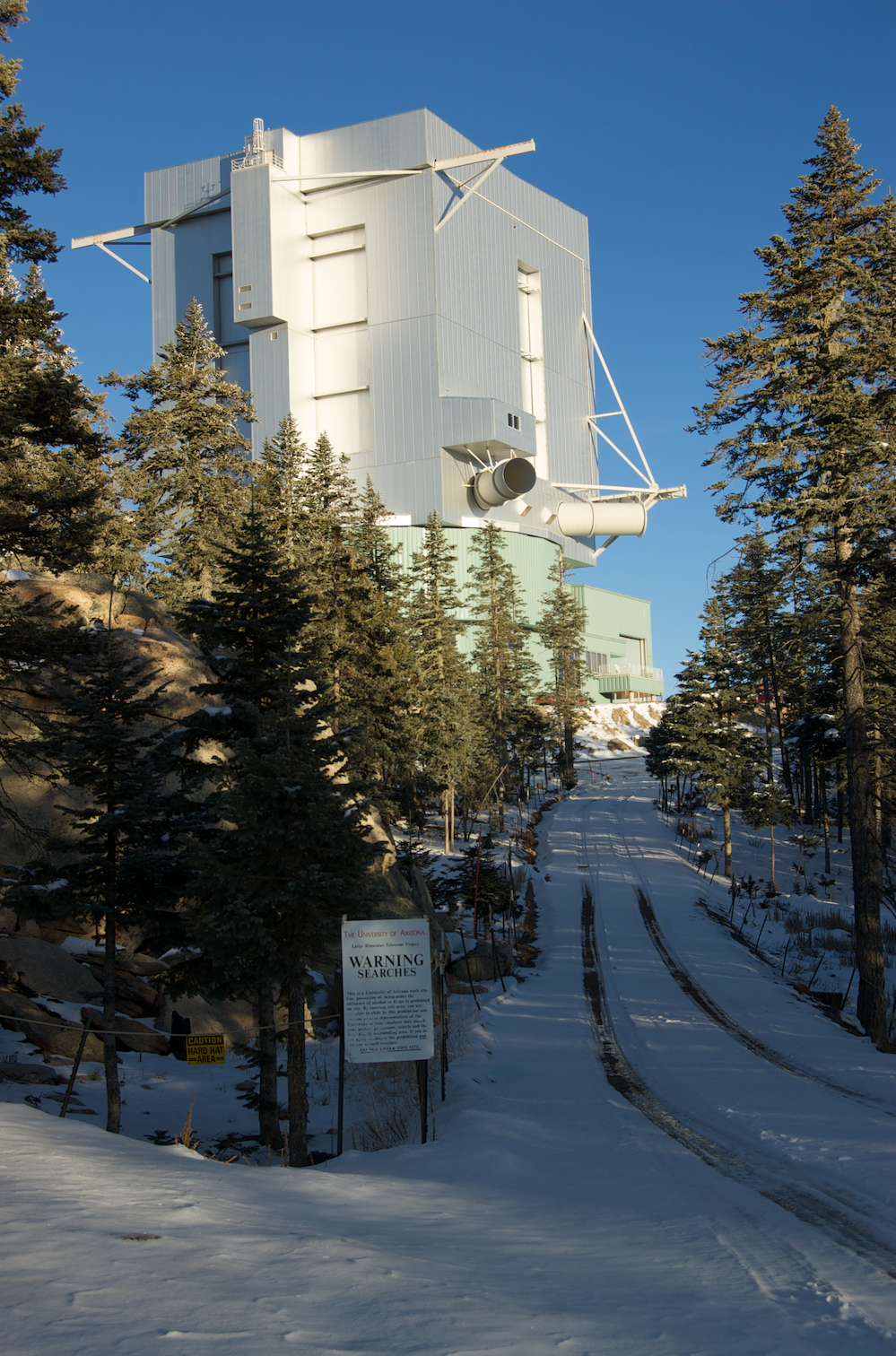
Gran telescopio Binocular.

El telescopio fue estrenado en octubre de 2004 y vio la primera luz con un espejo primario el 12 de octubre de 2005 que vio NGC 891. El segundo espejo primario fue instalado en enero de 2006 y se hizo operacional en el modo binocular en el enero de 2008.
Las primeras imágenes binoculares muestran tres interpretaciones en falso color de la galaxia espiral NGC 2770. La galaxia está a 88 millones de años luz de nuestra Vía Láctea, un vecino relativamente cercano. La galaxia tiene un disco llano de estrellas y gas encendido con una punta ligeramente hacia nuestra línea de visión.
La primera imagen tomada combinando la luz ultravioleta y la luz verde, y hace hincapié en las regiones agrupadas de estrellas calientes recién formadas en los brazos espirales. La segunda imagen combina dos colores rojo oscuros para resaltar la distribución más suave de las estrellas más antiguas, más frías. La tercera imagen fue una combinación de radiación ultravioleta, verde y rojo intenso de luz y muestra la estructura detallada de estrellas calientes, moderadas y frescas en la galaxia. Las cámaras y las imágenes fueron producidas por el equipo de la Gran Cámara Binocular , dirigido por Emanuele Giallongo en el Observatorio Astrofísico de Roma.
En el modo de síntesis de apertura binoculares el LBT tendrá un área colectora de luz de 111 m 2, equivalente a una sola superficie de 11,8 metros (39 pies) y combinará la luz se para producir la nitidez de imagen equivalente a un solo telescopio de 22,8 metros (75 pies). Sin embargo, esto requiere un combinador de haz que se probó en el 2008, pero no ha sido una parte de las operaciones regulares. Se puede tomar imágenes con un lado en la apertura de 8,4 m, o tomar dos imágenes del mismo objeto con diferentes instrumentos en cada lado del telescopio.

### Primera luz del sistema de Óptica Adaptativa (FLAO)
En junio de 2010, una nueva óptica adaptativa de actualización se ha añadido al LBT, lo que permite una calidad de imagen tres veces mayor que la del Telescopio Espacial Hubble en ciertas longitudes de onda usando uno de los dos espejos de 8,4 m del LBT. El sistema de óptica adaptativa es más avanzado que los antiguos sistemas de óptica adaptativa. Alcanzó cocientes de Strehl de hasta el 84% y entre 60% y 80% regularmente a principios de su uso La óptica adaptativa se agregará más tarde al segundo espejo y la luz de los dos se combinará, en la cual el Observatorio prevé que el LBT logrará imágenes diez veces más nitidez que la del Hubble. Sin óptica adaptativa, los telescopios terrestres tienen cocientes de Strehl de menos del 1% en comparación con la calidad de imagen perfecta que sería del 100%. Antes los sistemas de adaptación óptica han típicamente impulsado este a 30-40%.

## En los medios de comunicación
El telescopio también ha hecho apariciones en un episodio de un programa del canal Discovery (Cosas Realmente Grandes), National Geographic Channel Gran, más grande, el más grande y el programa de BBC el The Sky at Night. Un documental de radio de la BBC Radio 4, "Nuevo Galileos", cubrió el LBT Y eL JWST.

## Descubrimientos

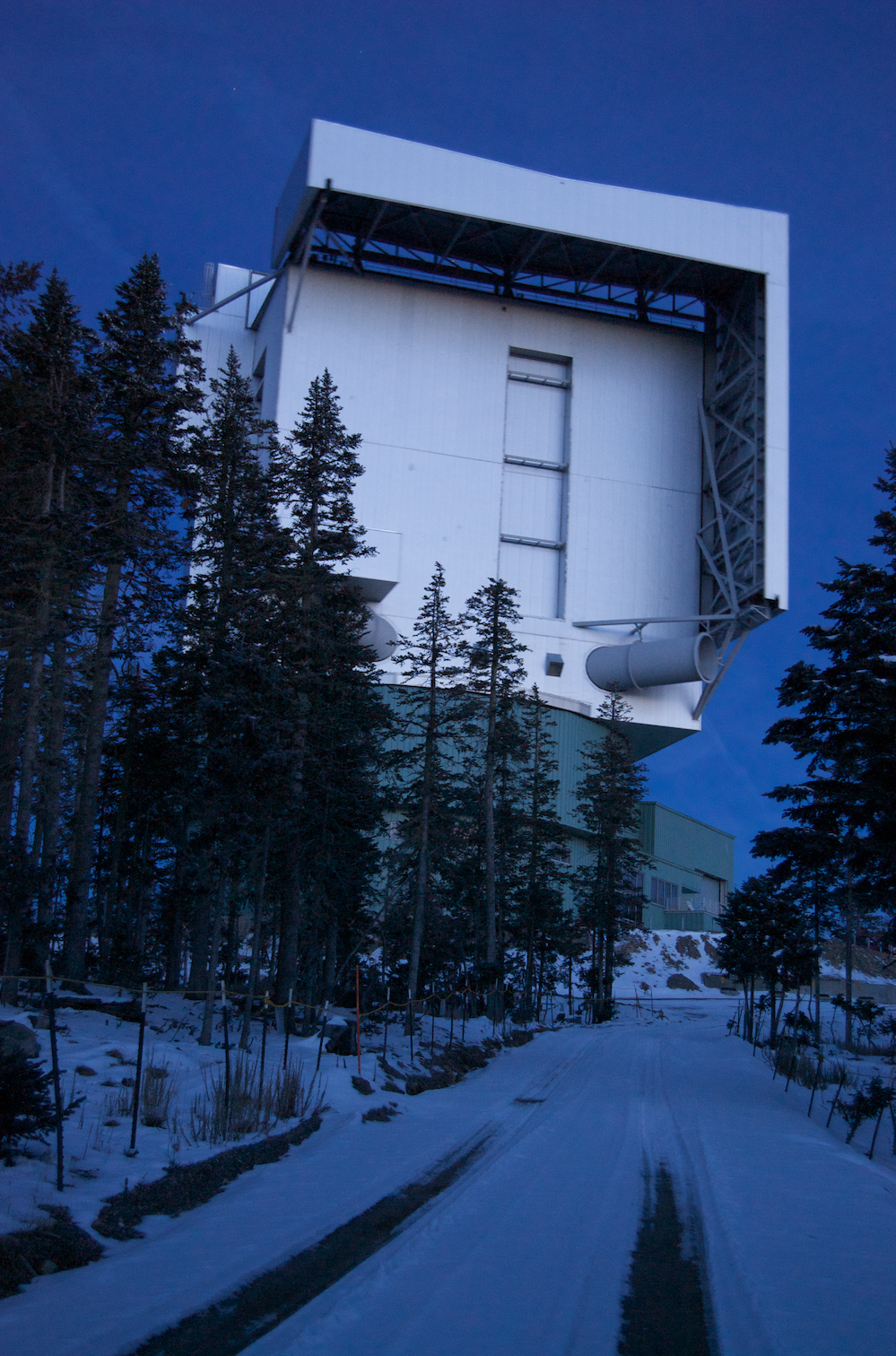
Gran telescopio Binocular al anochecer.

El telescopio, con el XMM-Newton fue usado para descubrir el cúmulo galáctico 2XMM J0830, a más de 7 mil millones años luz de distancia de la Tierra. En 2007, el LBT detectó un resplandor de 26° magnitud de la explosión de rayos gamma GRB 070125.

## Instrumentos
Algunos de los actuales o previstas instrumentos del telescopio LBT:
- LBC cámaras de infrarrojos hasta ultravioletas.
- PEPSI espectrógrafo para los campos magnéticos estelares.
- MODS dos espectrógrafos ópticos.
- LUCI dos espectrógrafos multiobjeto infrarrojo. LUCI1 y LUCI2[19][20] El nombre del instrumento fue cambiado oficialmente de LUCIFER a LUCI en 2012.[21]
- AGW seguimiento y para ciertas correcciones de la distorsión atmosférica.
- LINC-Nirvana fotografiador de campo amplio de imágenes.
- LBT interferometro.
- FLAO óptica adaptativa para corregir la distorsión atmosférica.

## Consorcio del LBT
Los socios del proyecto del LBT
- Arizona (25%)
  - Universidad de Arizona - Tucson
  - Universidad Estatal de Arizona - Tempe
  - Universidad del Norte de Arizona - Flagstaff

- Italia (25%)
  - Istituto Nazionale di Astrofisica
  - Observatorio Astrofísico de Arcetri - Florencia
  - Observatorio Astronómico de Bolonia - Bolonia
  - Observatorio Astronómico de Roma - Roma
  - Observatorio Astronómico de Padua - Padua
  - Observatorio Astronómico de Brera - Milán
  - Grupo de Investigación del Observatorio Vaticano

- Alemania (25%)
  - Instituto Max-Planck de Astronomía - Heidelberg
  - Observatorio de Heidelberg-Königstuhl - Heidelberg
  - Instituto de Astrofísica de Potsdam - Potsdam
  - Instituto Max-Planck de Física Extraterrestre - Múnich
  - Instituto Max-Planck de Radioastronomía - Bonn

- Corporación de Investigación (12.5%)
  - Universidad Estatal de Ohio
  - Universidad de Notre Dame
  - Universidad de Minnesota
  - Universidad de Virginia
- Universidad Estatal de Ohio (12.5%)

## Más imágenes

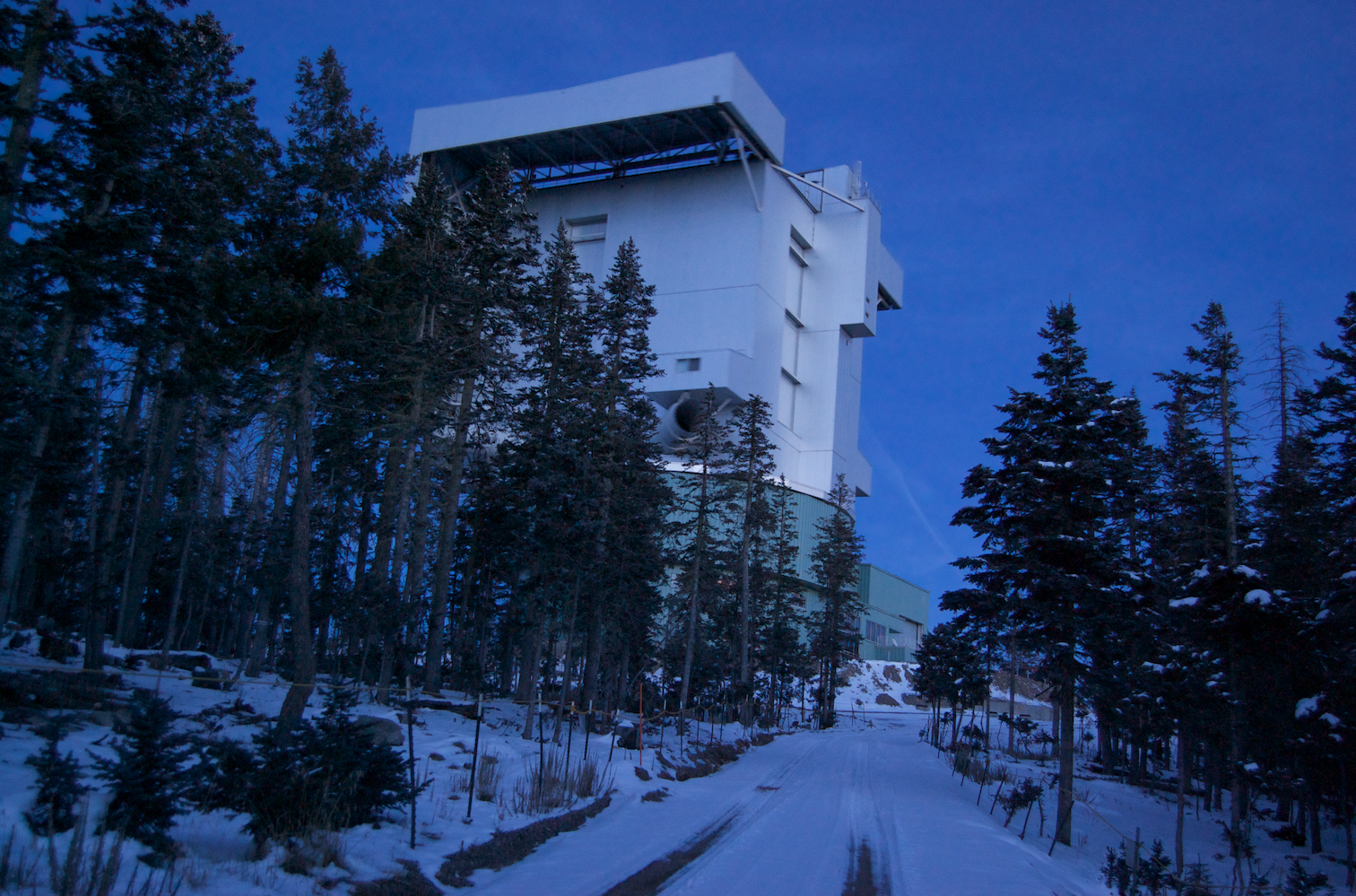
LBT al atardecer del 26/11/2007, después de haber girado en azimut.
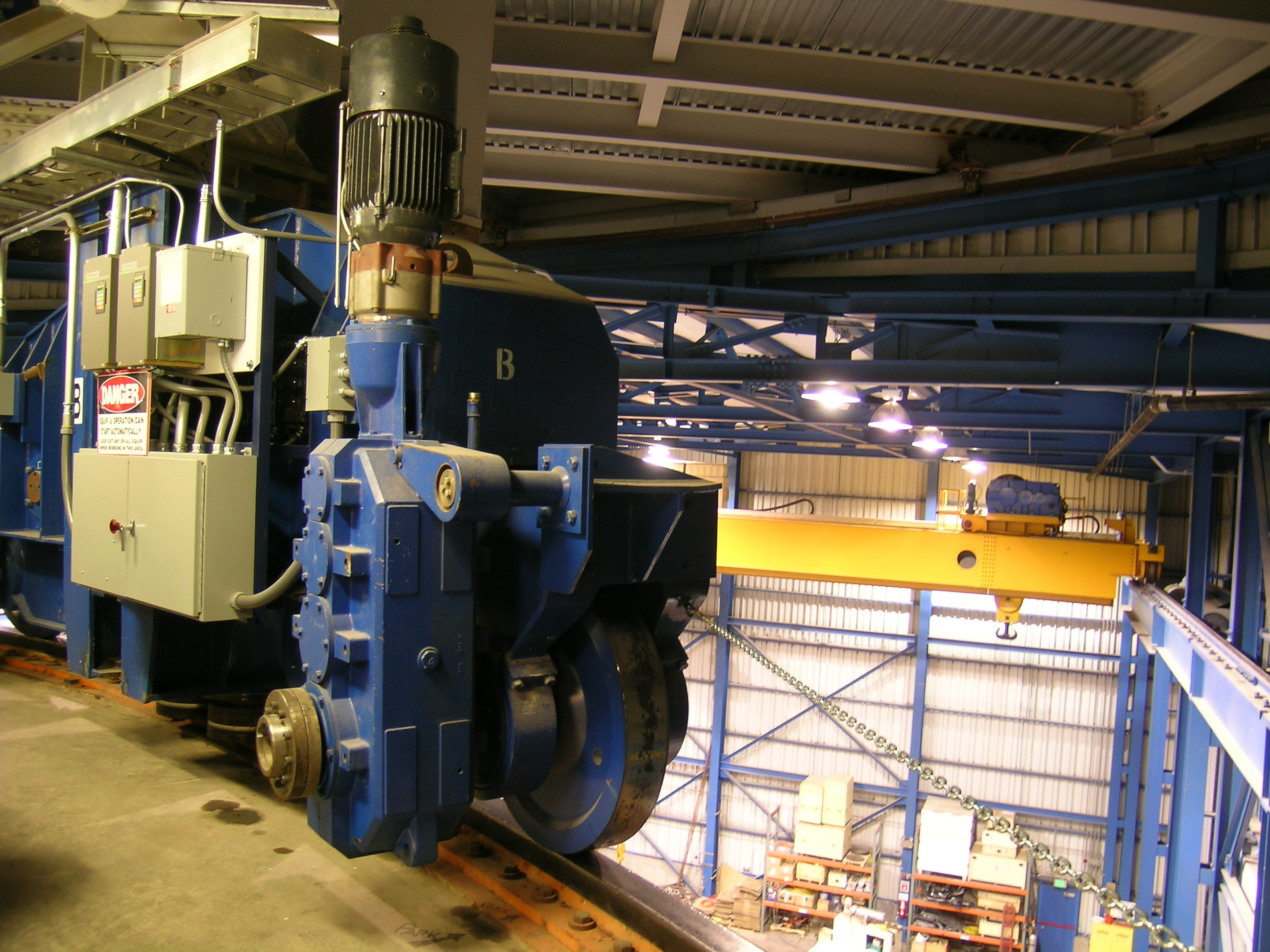
La pista del acimut en donde la caja rota.
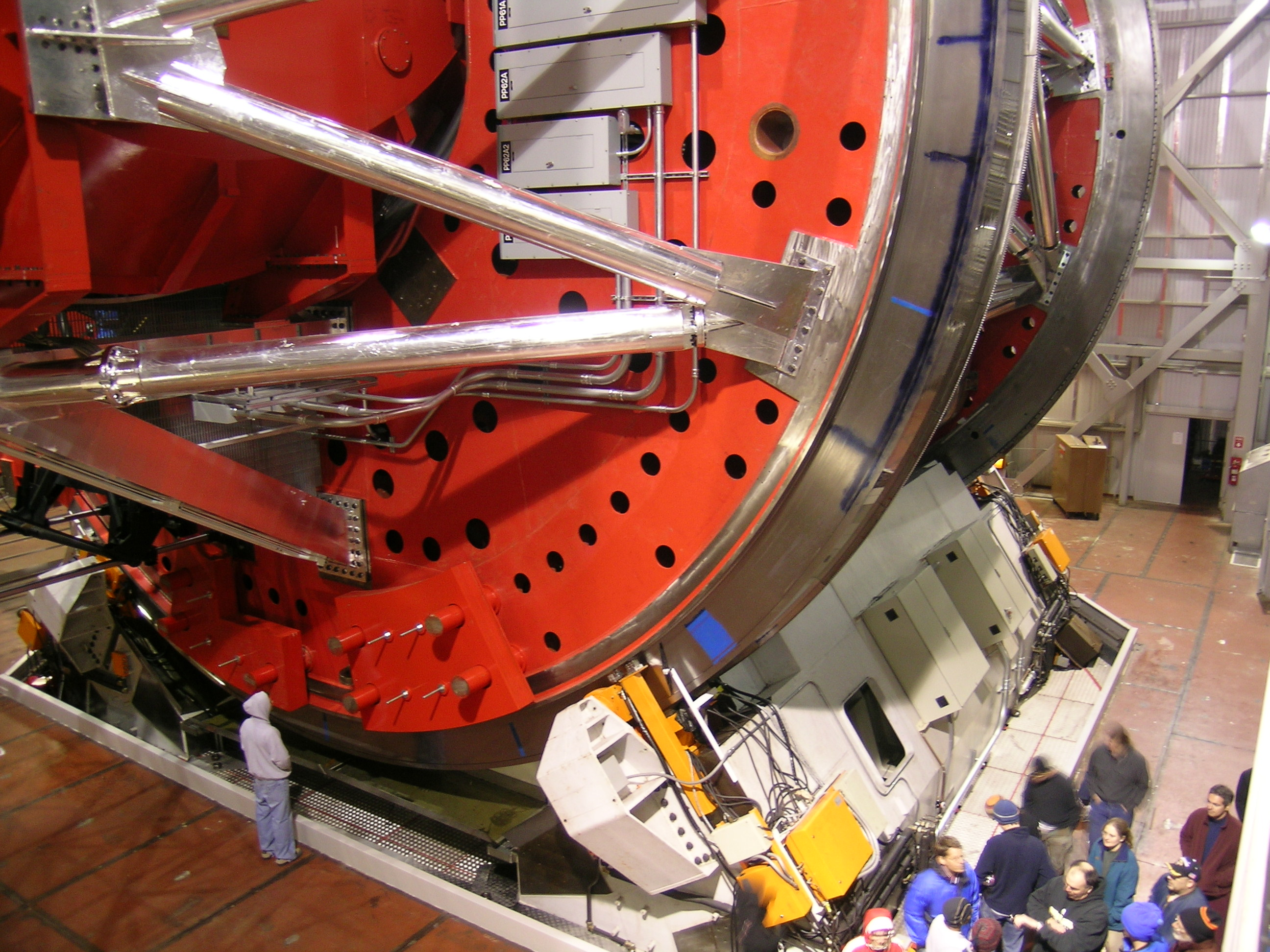
El rastreo de altitud con gente para la escala.
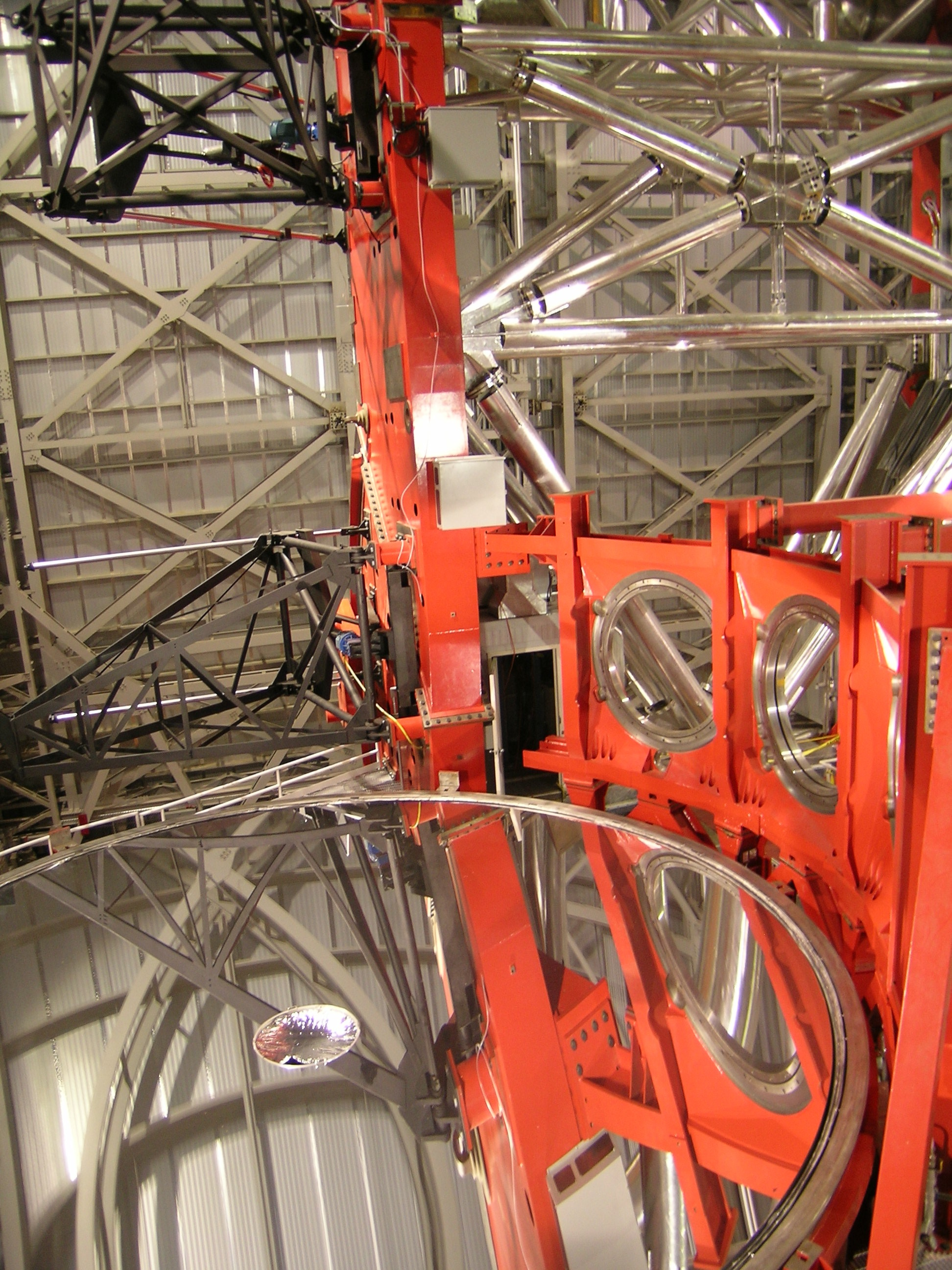
Uno de los dos espejos del LBT.
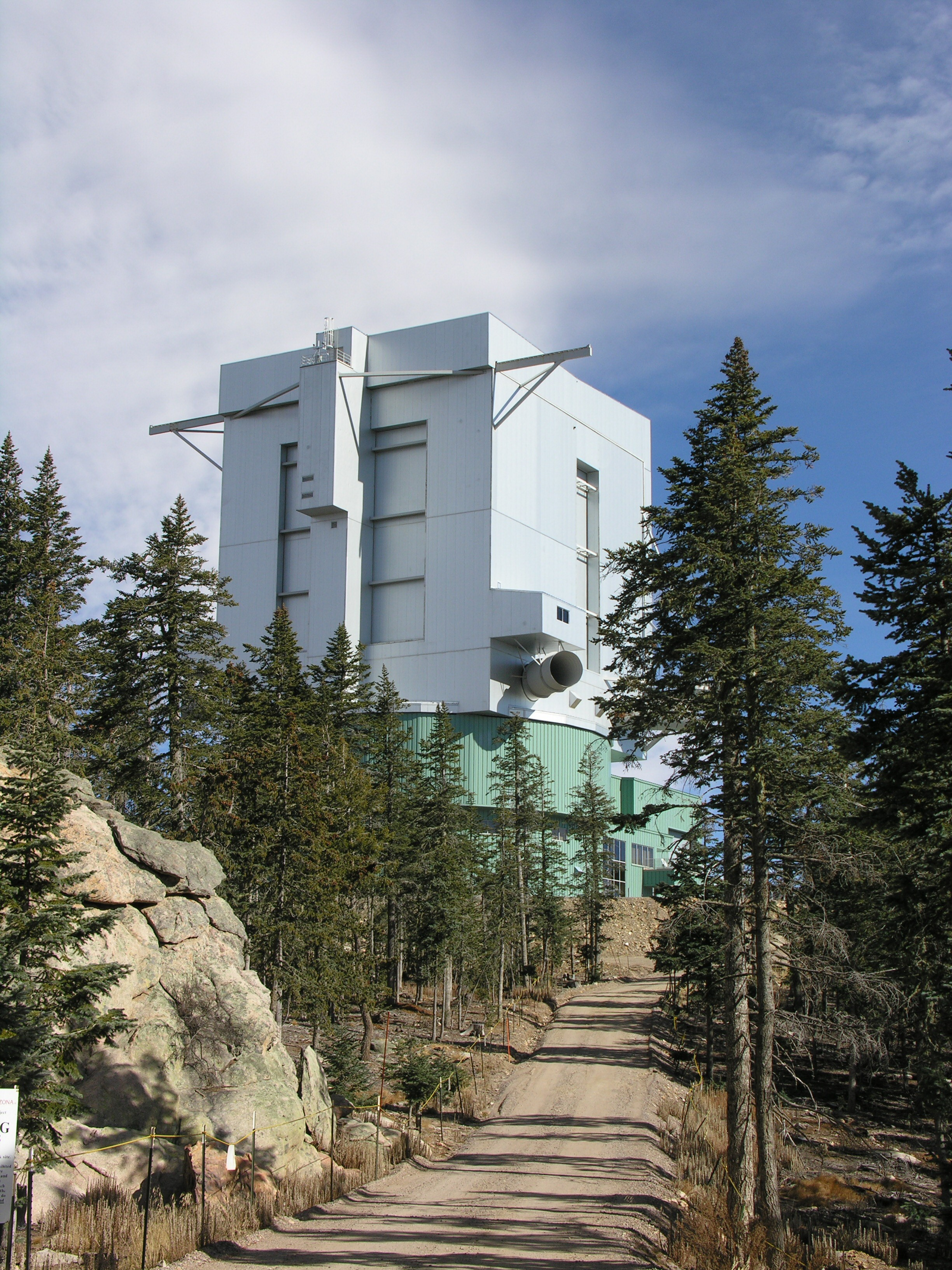
Vista del LBT. Tomada en noviembre de 2006.